# 张廷辅墓
张廷辅墓，位于中国广东省东莞市东莞市南城区英联村，为东莞市的一个市、县级文物保护单位，类型为近现代重要史迹及代表性建筑，公布时间为2004年1月8日。
张廷辅墓的历史年代为民国。